# Administradora de Fondos de Jubilaciones y Pensiones
Las Administradoras de Fondos de Jubilaciones y Pensiones (AFJP) fueron empresas (conformadas por capitales privados, estatales o mixtos) dedicadas a administrar los fondos generados con los aportes jubilatorios realizados por los trabajadores que optaron por ser incluidos en el régimen de capitalización individual establecido Ley 24.241 del año 1993. El sistema de capitalización individual funcionaba en paralelo al sistema estatal de reparto. El objetivo era transferir todos los trabajadores al sistema de capitalización individual.
La AFJP percibía una comisión, deducida del aporte previsional obligatorio de los afiliados, y administraba la inversión del capital acumulado. Su funcionamiento estaba regulado por la Superintendencia de Administradoras de Fondos de Jubilaciones y Pensiones (SAFJP), bajo la órbita del Ministerio de Trabajo.
En 2007 se realizaron reformas tendientes a aumentar los afiliados en el sistema estatal de reparto, durante la administración de Néstor Kirchner. Para 2006, el régimen de reparto contaba con 1,4 millones de miembros, un 19 % del total de aportantes al sistema jubilatorio. Una de las reformas permitió a los afiliados de las AFJP pasarse de forma voluntaria al sistema de reparto. El 17,79 % de los afiliados al sistema de capitalización individual decidió pasarse al sistema de reparto Además de la transferencia voluntaria, en 2008 el gobierno nacional promulgó la asignación automática al sistema de reparto a todo nuevo trabajador que no optase expresamente por el de capitalización.
En 2008, el sistema de las AFJP fue eliminado, creándose en su lugar un único régimen estatal de reparto, el Sistema Integrado Previsional Argentino, durante el gobierno de Cristina Fernández de Kirchner.

## Antecedentes

### Disposiciones constitucionales
El sistema de seguridad social de Argentina encuentra su regulación básica en el tercer párrafo del artículo 14 bis de la Constitución Nacional, donde se establece que: «El Estado otorgará los beneficios de la seguridad social, que tendrá carácter de integral e irrenunciable. En especial, la ley establecerá: el seguro social obligatorio, que estará a cargo de entidades nacionales o provinciales con autonomía financiera y económica, administradas por los interesados con participación del Estado, sin que pueda existir superposición de aportes; jubilaciones y pensiones móviles; la protección integral de la familia; la defensa del bien de familia; la compensación económica familiar y el acceso a una vivienda digna.»

### Sistema previsional argentino
En 1973, se estableció que el haber ordinario fuera el 70% del salario al momento del cese de actividad. En 1975 se establece por Ley del congreso que el haber mínimo no podía ser menor al 75 por ciento del salario promedio al cese de la vida laboral.Ese año también se incorporaron un millón de nuevos jubilados y se eliminaron las contribuciones patronales. La dictadura militar que gobernó a partir de 1976 impulsó una reforma del sistema previsional en 1980. Esta reforma implicó la eliminación de las contribuciones patronales y su reemplazo por recursos públicos recaudados a través de la ampliación del Impuesto al Valor Agregado (IVA), socializando los costos del sistema previsional. 
Esta reforma, que consolidó las desigualdades intra e intergeneracionales, fue vista como un intento de disolver el principio de justicia distributiva que aún se mantenía, al mismo tiempo que el Estado asumía el costo de las jubilaciones sin depender de los aportes de los trabajadores activos. En 1986, el presidente Raúl Alfonsín decreta el «Estado de Emergencia del Sistema Previsional» congelando el monto de las jubilaciones a iniciativa del ministro Terragno con el objetivo de privatizar el sistema 
sin embargo la Crisis de 1987 y la falta de apoyo a la misma frustrarían los planes del ministro.

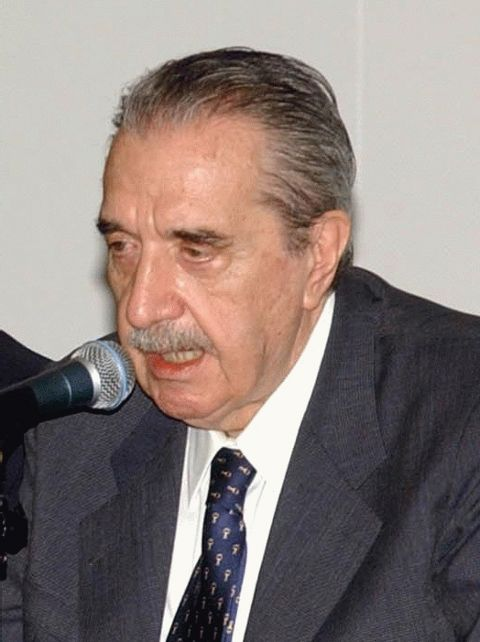
El presidente Raúl Alfonsín decretó el «Estado de Emergencia del Sistema Previsional».

## Reforma previsional
En la década de 1990, las presiones ejercidas por los organismos multilaterales de crédito internacional llevaron a la aplicación de las recetas de ajuste fiscal. Dentro de ese proceso, los organismos del crédito internacionales con sede en Washington, principalmente el Fondo Monetario Internacional y el Banco Mundial, redactaban los diez puntos del Consenso de Washington. Entre ellas el criterio de que la previsión social no debe tener como función la redistribución de ingresos sino basarse en un esquema obligatorio de capitalización individual. presionando para la privatización del sistema previsional en la Argentina. Las pensiones fueron privatizadas mediante la ley 24.241 sancionada el 23 de septiembre de 1993 y promulgada parcialmente el 13 de octubre de 1993. En la cámara de Diputados la ley fue votada con 128 votos a favor (51 votos del PJ, 70 votos de la UCR, 5 de la Ucede, 2 de Fuerza Republicana, 1 del Partido Demócrata Mendocino). La ley fue rechazada con 124 votos en contra (81 del PJ, 15 de la UCR, 7 del Modin, 5 de la Unión Socialista, 3 del Frente Grande, 1 de Cruzada Renovadora, 1 del Partido Bloquista de San Juan, 3 del Movimiento Popular Fueguino, 4 de otros partidos provinciales, 4 del Partido Renovador de Salta,
dos ausencias (1 PJ, 1 UCR y dos abstenciones (1 Movimiento Popular Jujeño, 1 del Movimiento Popular Neuquino).
La ley fue respaldada por gran parte de la UCR, la totalidad de la UCede y el partido de derecha Partido Demócrata de Mendoza y uno de extrema derecha Fuerza Republicana de Ricardo Bussi. Rechazada por unanimidad por la mayor parte de partidos provinciales, por la centro izquierda, los bloques de izquierda, el socialismo y partidos nacionalistas. La votación dividido fuertemente al PJ que pesar de las presiones del Poder Ejecutivo votó mayoritariamente en contra de la misma.
La privatización del sistema fue recomendada por el FMI en 1992, e impulsada por el entonces ministro de economía Domingo Cavallo quien presionó al gobierno para su aprobación basándose en la reforma de pensiones impuesta en Chile durante la dictadura de Augusto Pinochet.Semanas después de su aprobación surgieron múltiples denuncias cuando el reconocido periodista Ernesto Tiffenberg público en el diario porteño Página 12 la investigación sobre las conexiones del ministro Cavallo con Met Life, quien tras la aprobación de la ley, realizó cinco giros por 790.000 dólares a la cuenta personal del ministro en Zúrich y aportes por 2.000.000 de pesos/dólar a la Fundación Mediterránea comandada Cavallo.  Al momento de aprobarse la ley Cavallo figuraba como asesor externo de Metlife en Argentina con un sueldo de 250.000 dólares anuales, lo que ocasionó críticas por la incompatibilidad en su cargo como ministro al impulsar una ley que favorecía a Metlife. Mientras que su hija Sonia Cavallo fue contratada al otro día de aprobarse la ley como asesora para América Latina pese a no tener estudios universitarios al momento de su designación. Tras su salida del ministerio continuo como asesor financiero de la misma.Mediante la ley se decide quitarle al sector estatal unos 80 mil millones de dólares/pesos para entregárselos al sector privado. Con el objetivo de favorecer a los AFJP el ministro liberal Cavallo  dispuso que durante más de 10 años la jubilación privada estuvo congelada a los niveles de 1992 hasta que en el invierno de 2001 ya durante el gobierno De la Rúa,Cavallo redujo en un 13 por ciento los haberes de quienes ganaban más de 500 pesos.
Mediante la nueva ley el trabajador no podía retornar al sistema de reparto estatal y a partir de 1995 era direccionado de forma obligatoria hacia el sistema privado. Esto significó una privatización de los servicios sociales, que produjo grandes controversias. Durante su vigencia se establece que no había posibilidad de reajustes en el monto de las jubilaciones, ni carácter de intangibilidad de los depósitos aportados. Al consolidar las desigualdades intra e intergeneracionales, esta reforma fue un intento de disolver el principio de justicia distributiva sobre el que todavía se sostenía el sistema, a la vez que el Estado se hacía cargo de las jubilaciones sin depender de los aportes de los trabajadores activos. Domingo Cavallo, creó el Sistema Integrado de Jubilaciones y Pensiones (SIJP) y dio origen a las AFJP. El nuevo régimen de inspiración neoliberal, entregó a las AFJP la recaudación de aportes de trabajadores y contribuciones patronales, mientras el Estado continuaba abonando las jubilaciones, pensiones y otros beneficios.
La esperada reducción en el gasto público y la mejora en la rentabilidad de los planes de pensiones no se cumplieron. Al continuar pagando las jubilaciones vigentes pero ya sin contar con los recursos provenientes de las cotizaciones, la transición implicó un costo fiscal insostenible, que devino incluso en el irónico endeudamiento del Estado con los propios fondos de pensión. Por otro lado, la prestación previsional en el nuevo sistema correspondía solo parcialmente a las AFJP, que capitalizaban el aporte del trabajador. El Estado debía complementar dichos aportes, pero seguía sin resolver uno de los problemas originarios que había llevado a que el sistema jubilatorio deviniera una carga fiscal: recuperar los aportes patronales (de los empleadores) para el financiamiento de la seguridad social.  Por otra parte, el Estado debía responder por los problemas de cobertura del sistema privado, así como por la insuficiencia de los ahorros capitalizados. Esto último era un punto particularmente preocupante, teniendo en cuenta que en torno al 30 % del aporte de los trabajadores no era destinado a sus cuentas individuales, sino al pago de las comisiones de las AFJP.
En 2004 comenzaron los problemas 
legales con las AFJP. Ese mismo año se dicto la prisión por seis meses de prisión contra un directivo y dos promotores de sendas AFJP por un delito de fraguar afiliaciones y traspasos falsificando firmas de presuntos interesados.
Esos años otras causas se abrieron contra otras Afjp por sobornos, cohecho, fraudes y falsificación.
En 2002 AFJP la afjp Orígenes y sus directivos fueron condenados por perjudicar a sus aportantes al haber aceptado la pesificación del Préstamo Garantizado, activo que inventaron el economista liberal Domingo Cavallo y Daniel Marx en 2001 para canjearlo compulsivamente por bonos de deuda pública.
En 2010 se abre una investigación penal sobre responsables de las ex AFJP, para saber si existió un vaciamiento de esas administradoras privadas de los fondos previsionales Arauca Bit, Consolidar, Profesión Auge, Futura, Previsol, Máxima, Met en perjuicio de sus afiliados y del Estado.
En 2012 la Justicia en lo Penal Económico comenzó la investigación a los dueños y directivos del grupo Clarín por presunta estafa del holding a los afiliados de las AFJP con su emisión de acciones de 2007. El expediente judicial, involucra en la maniobra a la mayor accionista del grupo, Ernestina Herrera de Noble, quien habría participado en el acuerdo con los gerentes de las administradoras para que convalidaran un valor "inflado" de los títulos.

En septiembre de 2001 el presidente Fernando de la Rúa acordó con funcionarios del Fondo Monetario Internacional (FMI), la sanción del decreto de necesidad y urgencia que impuso la reforma previsional. El 6 de enero de 2001, la ministra Patricia Bullrich convocaba a derogar 400 convenios de trabajo y leyes de seguridad social mediante decreto eln6 de enero de 2001,a pedido de Bullrich modifico 400 leyes y convenios amparado en la ley Banelco que  eliminaba todas las asignaciones familiares a los trabajadores que cobraran más de mil pesos de sueldo. Impulsó un plan de «transparencia sindical», en paralelo estableció la reducción del 13 % a los haberes de los trabajadores estatales y de las jubilaciones y pensiones. La reforma previsional del radicalismo tuvo como consecuencia la denuncia penal a los funcionarios del FMI, a quienes se los demandó por presunta “extorsión” a raíz de, se señaló, “querer disciplinar y someter a los funcionarios del gobierno argentino, incluidos los jueces” y la imputacion de Fernando de la Rúa y sus ministros por los delitos de “abuso de autoridad, malversación de caudales públicos, y desobediencia” por la reforma del Sistema Previsional decretada el 29 de diciembre de 2000.

### Empresas constituidas

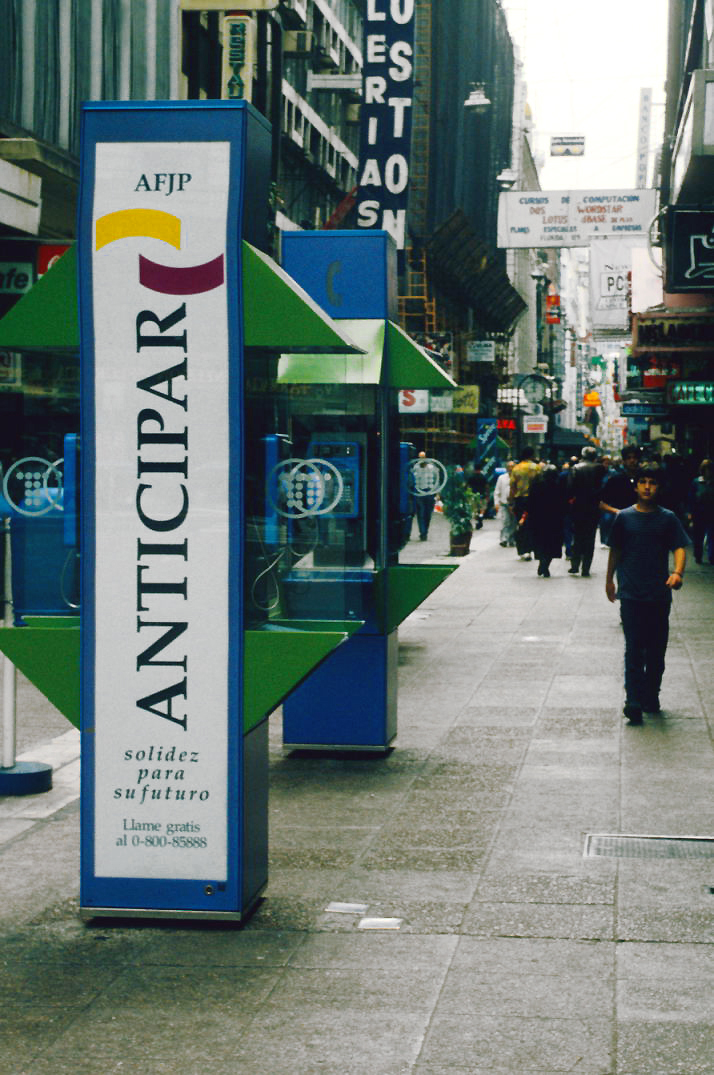
Publicidad de una AFJP en la calle Florida, Buenos Aires, 1994

El mercado de las AFJP se caracterizó por una fuerte campaña publicitaria y de promoción,
De acuerdo con el diario Perfil, la siguiente sería la nómina de las AFJP que existieron y sus respectivos accionistas: De las compañías que comenzaron a operar en 1994, en 2008 quedaban solo cinco empresas formando un oligopolio.
Con una tendencia a la oligopolización del mercado, que se opone a los presuntos incentivos para reducir costos y mejorar los servicios.Durante la crisis de hipotecas subprime en 2008 las aseguradoras perdieron fondos en virtud de malas inversiones del orden de los 6235 millones de dólares. Para ese año 41 por ciento de los beneficiarios de las AFJP no llegaba a los aportes mínimos; el 33 por ciento ya agotó su cuota de capitalización. Los afiliados perdieron más de 7000 millones de dólares en 14 años de sistema privado.De las cinco AFJP constituidas tres pertenecían a capitales estadounidense, una a capitales chilenos y uno a capitales argentinos.En 2010 se abre una investigación penal sobre responsables de las ex AFJP, para saber si existió un vaciamiento de esas administradoras privadas de los fondos previsionales Arauca Bit, Consolidar, Profesión Auge, Futura, Previsol, Máxima, Met en perjuicio de sus afiliados y del Estado.
- Arauca Bit: Grupo OSDE (99,9 %)
- Consolidar: Grupo BBVA (100 %)
- Futura: Federación Argentina de Luz y Fuerza, Sindicato del Seguro (3,54 %),
- Máxima: New York Life International (39,99 %), HSBC Argentina Holdings (39,92 %), HSBC Chacabuco Inversiones Argentina (20,07 %)
- Met: MetLife Inc. (100 %)
- Orígenes: ING Latin American Holdings B.V. (70 %) e ING Insurance International (30 %)
- Profesión + Auge: Consejo Profesional de Ciencias Económicas de la Ciudad Autónoma de Buenos Aires (50,02 %), Mutual del Fondo Compensador para Jubilaciones y Pensiones del Personal Civil de la Fuerza Aérea (13,56 %).

Cuando Domingo Cavallo creó las AFJP en 1994, congeló las jubilaciones, vinculó su pago a la disponibilidad presupuestaria y dio forma a un marco legal que alentaba la afiliación a las administradoras privadas en detrimento del sistema público.
En 2004 la Comisión Nacional de Valores denuncia a la AFJP Orígenes por malversación tras descubrir que con los aportes de los afiliados, realizaba operaciones de compra y venta de acciones y al final del día, si las acciones que la AFJP había comprado subía de precio, los gerentes y empleados de inversiones de la AFJP se quedaban con la diferencia. Y si el precio de las acciones bajaba, la pérdida era transferida al fondo de los afiliados.
En el caso de Met AFJP si los activos comprados se apreciaban las ganancias iban hacia la AFJP, pero no para el fondo sino para la empresa pero las pérdidas eran asumidas por los fondos de los pensionados. En ese caso llegaron a destruir las grabaciones que registran las operaciones de compra-venta. Tras varios allanamientos judiciales se descubrieron archivos y se pudieron reconstruir las operaciones hechas y los desvíos de dinero.
En 2008 la Superintendencia de Administradoras de Fondos de Jubilaciones y Pensiones (dependiente del Ministerio de Trabajo), detecto una serie de irregularidades en diez Afjp lo que motivo imputaciones a sus directivos por fraude. este organismo fue denunciado por favorecer a las AFJP a través de la condonación de millonarias multas.
E. 2007 la justicia ordenó una investigación sobre responsables de las AFJP, para determinar si existió un mecanismo de vaciamiento de esas administradoras previsionales en perjuicio de sus afiliados y del Estado.
El primero y más grave de los problemas fue que quienes impulsaron la reforma no previeron la transición entre los dos sistemas. Cuando se hicieron los estudios preliminares estaba claro que iba a haber un desfinanciamiento, que se estimó en 100 000 millones de dólares o pesos. Uno de los ejes del estallido de la deuda fue no haber previsto recursos; el Estado tuvo que endeudarse y lo hizo por el mecanismo de colocar bonos en las AFJP con tasas de interés altas para la época.Pese a ser un sistema privado el Estado se hacía cargo de la mayor parte de las erogaciones y el pago de haberes. Para 2007 el 77 por ciento de los 446.000 jubilados cuyos haberes eran responsabilidad de las AFJP terminan siendo pagados con recursos del Estado, apenas 23 por ciento, - 103 mil jubilados- cobraban su haber de la AFJP.
En 2002 directivos del banco estadounidense Citibank y la sociedad bursátil Rabello han sido detenidos por estafa con los fondos provisionales do los afiliados a esa AFJP. La maniobra era ejecutada por la mañana, los ejecutivos de la AFJp Siembra ordenaban a Rabello la compra de determinadas acciones; si al cierre de las operaciones el valor de las acciones había caído, se inscribía como una operación realizada por Siembra y la pérdida se cargaba en el fondo previsional.
En 200i fue denunciada la AFJP Orígenes, la justicia determinó que existió una "conducta coordinada" entre las diferentes AFJP que buscarían propiciar situaciones que afecten y menoscaben el conjunto de los ahorros que el sistema previsional ha acumulado así como generar situaciones que alteren el desarrollo de políticas de Estado".

### Mecanismos de aporte y comisiones
El trabajador afiliado a las AFJP debía aportar compulsivamente un porcentaje de su salario (que varió entre el 11 y el 7 %). Las AFJP actuaban como administradoras financieras. y cada una fijaba las comisiones que se le descontaban al trabajador sobre dicho aporte, en concepto de costo de seguro de vida y de gastos administrativos. Las comisiones reducían el aporte del trabajador que finalmente era capitalizado en un porcentaje en torno al 30 %, alcanzando en algunos momentos hasta un 54 % del aporte mensual del trabajador, dependiendo de la AFJP y el monto del aporte (ya que una parte de la comisión podía establecerse como un cargo fijo, y no porcentual).
El esquema funcionó los primeros años por la captación compulsiva  de afiliados; y desde los inicios de las AFJP hasta 2001, el Estado dejó de recaudar 75.000 millones de dólares, al tiempo que se congelaron los haberes de los jubilados durante 10 años. En promedio, entre 1994 y 2006, se apropiaron de un tercio de los montos recaudados. En concepto de comisiones, las AFJP obtuvieron U$S 10.600 millones. 
 Las AFJP se apropiaron de unos 10 000 millones de dólares en comisiones, mientras otros 35 000 millones se repartieron en concepto de utilidades de empresas beneficiadas con las rebajas de aportes patronales.
Desde 1994 el Estado dejó de recaudar 75.353 millones de dólares, y los jubilados tuvieron sus haberes congelados durante diez años. Las AFJP ganaron, en concepto de comisiones, 6.262 millones de dólares en el mismo período: el 30% de los ingresos de cada trabajador retirado.

## Funcionamiento del sistema privado
Ya en la década de 2000, el sistema de capitalización individual administrado por las AFJP (instalado en 1994) empezaba a mostrar señales de vulnerabilidad, principalmente durante la Crisis del Efecto Tequila, la llamada «crisis del Fondo Monetario Internacional», en 1997 (donde, entre otros efectos, perdieron en pocas semanas unos 600 millones de pesos/dólares), y la «crisis del rublo» que golpeó principalmente a Rusia en el año siguiente y generó el «Efecto Vodka» en los mercados internacionales. En 2007 la Unidad de Información Financiera presentó una denuncia penal por estafa y asociación ilícita contra el grupo Clarín y el banco JP Morgan. El expediente recayó en la fiscalía federal número 3, a cargo de Eduardo Taiano. La causa apunta a determinar si el multimedio “manipuló los precios de sus acciones al momento de realizar una oferta de acciones" 
En  los primeros años del sistema de capitalización individual privado los trabajadores transfirieron alrededor de 35.000 millones de dólares, mientras que los aportantes perdieron el 17 % de su capital neto. En paralelo Las AFJP, embolsaron 12.000 millones de dólares en comisiones, además  de tener el beneficio de no pagar impuesto a las ganancias
La importante merma de ingresos públicos fue en parte una de las causas de la crisis económica que se desencadenó en el país a fines de la década de 1990 hasta el año 2001. Para hacer frente al déficit público, el Estado nacional tomaba deuda, de la que las acreedoras más importantes eran las propias AFJP, dándose la paradójica situación de que un monto de dinero que antes administraba directamente el Estado ahora era utilizado por empresas privadas para ganar intereses financiando al mismo Estado. Tras la aparición de las AFJP, se dio una transferencia de recursos al sector privado, que generó una merma en los ingresos públicos, que debía ser cubierta de alguna manera. Paradójicamente, el Gobierno solicitó gran cantidad de préstamos a las propias AFJP, aunque a cambio de ese dinero, ahora el Estado debía pagar tasas de interés.
Respecto a las comisiones cobradas por las AFJP, su monto desde 1994 asciende a 19 000 millones de pesos corrientes, que equivalen a 37 mil millones de pesos a valor de hoy, y al 31,5 % de la recaudación. Medida en dólares nos encontramos que las AFJP embolsaron 12 000 millones de dólares por este concepto, en sus 14 años de existencia. Lo cual representa casi la mitad del fondo existente a la fecha expresado en dólares, US$27 000 millones. Las comisiones llegaban incluso a montos más altos como Máxima AFJP, una de las cinco empresas que administraba los fondos jubilatorios. Pertenecía al banco británico HSBC, que se quedaba con el 35% de los aportes mensuales en concepto de comisiones y otro 5 por ciento en gastos de administración. Además de cobrar gastos de comisión, seguros d evida obligatorios, comisiones por administración, comisiones por mantenimiento, etc el segundo negocio era utilizar ese dinero para dar créditos al consumo con altas tasas de interés. El tercero negocio consistía en asociarse a grandes empresas privadas, por eso llegaron a ser dueñas del 25% de Edenor, el 18,3% de Molinos, 21 por ciento de Parmalat. 
Entre el año 2002 y el año 2008, debido a los recurrentes problemas del régimen privado se estudiaron diversos proyectos para modificar el sistema, ya sea volviendo al anterior «sistema de reparto» estatal o implementando un sistema mixto. En 2007, se permitió la posibilidad de que quienes ingresan en la vida laboral puedan optar ingresar al sistema público de reparto, no debiendo estar obligados a aportar a una AFJP. Al asumir la DraFelisa Miceli el Ministerio de Economía a fines de 2005, expresó que uno de sus objetivos era revisar el sistema de las AFJP, al que veía como un fracaso.
Durante la administración privada de las AFJP se dieron situaciones irregulares en el manejo de los fondos de los afiliados, destacándose casos donde diferentes empresas tomaron los fondos de las jubilaciones para cancelar deudas propias. Esta maniobra fue denunciada a la justicia por la Unidad de Información Financiera (UIF), la justicia ratificó que hubo una estrategia financiera pergeñada por el directorio de la compañía a fines de 2006, cuyo objetivo fue usar los fondos de los jubilados depositados en las AFJP para subsanar la crítica situación económica que atravesaba la empresa. Los balances de 2005 demuestran que tenía pérdidas acumuladas por $1303 millones; un pasivo corriente (deudas a corto plazo) de $3345 millones; un quebranto impositivo de $200 millones.
En cuanto a la supuesta competencia que se iba a producir entre las AFJP, de las 26 compañías que comenzaron a operar en 1994, en 2008 quedaban solamente 5. Con una tendencia a la oligopolización del mercado, las AFJP se apropiaron vía comisiones, en promedio, de un tercio de los montos recaudados. Poco antes de la vuelta al sistema estatal el banco HSBC que manejaba Máxima AFJP, la de mayor tamaño fue acusado de la causa por delitos económicos más grande de la historia argentina: 222 imputados por asociación ilícita, lavado de dinero y evasión agravada por la fuga de más de 3.500 millones de dólares.

## Decadencia de las AFJP

### Crisis del sistema privado
Con la pesificación de los ahorros en el año 2002, el valor en dólares de los fondos se redujo a menos de la mitad. A tan solo 8 años de la reforma previsional impulsada por Domingo Cavallo generando un debate sobre una nueva reforma volvía al centro de la escena. En poco tiempo, el sistema privado se hizo insostenible, considerando los datos de aquellos que efectivamente realizaban aportes, se observa que a enero de 2007 se contabilizaban 4 669 469 en enero del 2007 y una disminución a mediados del 2008 de 3 600 007, o sea 1 069 462 menos. El martes 22, el fiscal Guillermo Marijuán, titular de la Unidad Fiscal de Investigaciones de la Seguridad Social (Ufises), pidió de oficio que se investigara si, frente al inminente anuncio de estatización, las AFJP vendieron de urgencia y a precio vil los títulos de deuda pública en los que habían invertido parte del dinero de los jubilados: unos 70 millones de dólares. La maniobra ccordinada redujo el 12% el precio de los bonos del Estado  
En 2004M ariano Bergés presidente de la Unidad de Control de Fraudes tras una auditoría se detectaron graves irregularidades en el manejo de los fondos de los afiliados por parte de algunas AFJP privadas. Los fraudes cometidos por varias Afjp en algunos casos tenían vinculación con el lavado de dinero.
La debacle del sistema privado fue total con el advenimiento de la crisis de las hipotecas subprime estadounidense en el año 2007, cuando las AFJP llegaron a perder todo lo capitalizado en el año. Esto se sumó a una profunda crisis de confianza por la que a las empresas se les hacía cada vez más difícil conquistar nuevos afiliados para el sistema, y a una orden de repatriar fondos por 8.000 millones de pesos que habían invertido de manera irregular en el extranjero. Esta secuencia de reveses hundió a las AFJP en una crisis que culminaría con la estatización de los fondos que administraban.
En 2007 el juez federal Sergio Torres, comenzó a investigar una serie de denuncias contra los fondos administradores; tras la presentación de Hernán Arbizu, banquero y vicepresidente de JP Morgan. En su declaración Arbizu afirmó: “Una de las maniobras consistía en efectuar una oferta pública a través del banco que, con la complicidad de los administradores de AFJP, compraba la emisión primaria o secundaria de alguna empresa. De esa forma se perjudica a los jubilados y a quienes vayan a serlo. Se eligen el momento oportuno y la disponibilidad de tales empresas AFJP para cerrar la operación. Los fondos así obtenidos son sacados del país y manejados por el banco en Estados Unidos o Suiza"
El 22 de octubre de 2008, el de titular de la Unidad Fiscal de Investigaciones de la Seguridad Social (UFISES), el fiscal Guillermo Marijuán, presentó una denuncia ante el juez federal Claudio Bonadío en la acusaba a diez entidades AFJP de «administración fraudulenta a raíz de la presunta liquidación de bonos del Estado». La supuesta maniobra de las AFJP consistía en desprenderse de los títulos de deuda pública y obtener dólares, a través de la venta a bajo precio de bonos públicos, por un total de 140 millones de dólares. Esto habría producido, según las investigaciones del fiscal, una dilapidación de los fondos de los jubilados, la obtención de dinero en efectivo por parte de las AFJP y el alza de la moneda estadounidense. A raíz de esta presentación, el juez Claudio Bonadío prohibió a las AFJP operar por siete días, dictando orden de «no innovar» hasta que se aclarara esta situación.
A pesar de las promesas de que la privatización de las pensiones aliviaría la carga del Estado, debido a que el dinero en las AFJP se había evaporado, el Estado tenía que pagar a unas 33 000 personas la totalidad de su jubilación, a 220 000 personas al menos la mitad de la jubilación y a otras 100 000 una fracción de su jubilación. Solo el 23 % (103 000 jubilados) cobró enteramente sus haberes de las AFJP.

### Procesos judiciales
Desde su creación las AFJP fueron blanco de denuncias e investigaciones por corrupción en el manejo de fondo. A fines de los 90 surgieron denuncias para investigar a las Administradoras de Fondos de Jubilaciones y Pensiones (AFJP) y a funcionarios de los gobiernos menemista y el del UCR Fernando De la Rúa por “defraudación” en el manejo de los fondos previsionales. La jueza federal Servini de Cubría llamó a indagatoria del expresidente de la Nación, Fernando De la Rúa y del exministro de Economía Domingo Cavallo, a quienes se señalaba como los responsables de la “desfinanciación” de las AFJP. Ese mismo año de sumaron nuevas denuncias por irregularidades contra contra el expresidente Fernando De la Rúa y su entonces ministro de Economía el liberal Domingo Cavallo bajo la figura de “defraudación” en el manejo de los fondos previsionales.En 2002 la Corte Suprema determinó que el sistema de jubilación privada viola la Constitución, no respetan la posibilidad de reajustes, ni carácter de intangibilidad.
A principios de los 2000 surgieron nuevas denuncias contra funcionarios y banqueros por defraudación en la administración de los depósitos previsionales. 
En 2010 la justicia argentina 
allana a diez AFJP en una investigación por supuestas irregularidades que apuntaba a determinar si esas entidades cometieron acciones fraudulenta con los fondos de los aportantes.
Ese mismo año el Grupo Clar fue investigado por la Justicia Penal Económica por presunta estafa a los afiliados de las Administradoras de Fondos de Jubilaciones y Pensiones (AFJP) por supuesta estafa a los afiliados que consistía en la emisión de acciones en 2007 a un valor "inflado" donde se ocultaron los riesgos que enfrentaban los compradores minoritarios, en la causa judicial fue involucrada Ernestina Herrera de Noble, la mayor accionista del grupo y gerentes de las administradoras de pensiones.
0011.html Archivado el 30 de julio de 2020 en Wayback Machine.
•«Fallo contra la estatización de AFJP». DiarioRegistrado. 9 de abril de 2009. Archivado desde el original el 8 de abril de 2012. Consultado el 31 de mayo de 2013.</ref> En 2009 fueron allanadas varias AFJP en una investigación por supuestas irregularidades
para determinar si las entidades cometieron alguna acción fraudulenta con los fondos de los aportantes previo al anuncio del Gobierno sobre la eliminación del sistema jubilatorio privado.

## Reestatización del sistema
Desde su creación las AFJP fueron blanco de denuncias e investigaciones por corrupción en el manejo de fondo. A fines de los 90 surgieron denuncias para investigar a las Administradoras de Fondos de Jubilaciones y Pensiones (AFJP) y a funcionarios de los gobiernos menemista y el del UCR Fernando De la Rúa por “defraudación” en el manejo de los fondos previsionales. La jueza federal Servini de Cubría llamó a indagatoria del expresidente de la Nación, Fernando De la Rúa y del exministro de Economía Domingo Cavallo, a quienes se señalaba como los responsables de la desfinanciación de los fondos jubilatorios.
En 2007,  el sistema de capitalización individual administrado por las AFJP registró pérdidas significativas en sus fondos, lo que redujo la confianza en el esquema privado. En 2010 la justicia argentina allana a diez AFJP en una investigación por supuestas irregularidades que apuntaba a determinar si esas entidades cometieron acciones fraudulenta con los fondos de los aportantes.
Ese mismo año, el Grupo Clarin fue investigado por la Justicia Penal Económica por presunta estafa a los afiliados de las Administradoras de Fondos de Jubilaciones y Pensiones (AFJP) por supuesta estafa a los afiliados que consistía en la emisión de acciones en 2007 a un valor "inflado" donde se ocultaron los riesgos que enfrentaban los compradores minoritarios, en la causa judicial fue involucrada, Ernestina Herrera de Noble, la mayor accionista del grupo y gerente de las administradoras de pensiones.
Hubo posteriores investigaciones judiciales contra varias empresas y AFJP por desvío de los fondos. Diversas irregularidades en las AFJP entre ellas investigaciones acerca de delitos de índole económica, como la distorsión de precios de las acciones que habrían sido compradas por las AFJP, por parte de un multimedios acusado de haber fraguado una salida a la Bolsa con un precio inflado, lo que ocasionó que cuando las administradoras de fondos jubilatorios las incorporaron a sus carteras, el precio se desplomó, ocasionando un perjuicio a sus tenedores.
El 21 de octubre de 2008, el gobierno de Cristina Fernández de Kirchner anunció, mediante un acto con el titular de ANSES Amado Boudou, el envío al Congreso de un proyecto para reemplazar las AFJP por un sistema de reparto estatal.
Con 46 votos a favor y 18 en contra, se sancionó la ley que devuelve al Estado la administración de las jubilaciones.

## Evolución del modelo de AFJP en Latinoamérica
En 2004, un informe del Banco Mundial alertaba sobre el fracaso de la reforma previsional impulsada en toda América Latina por el Fondo Monetario Internacional (FMI) durante la década de 1990, siguiendo el modelo de jubilaciones privadas impuesto por la dictadura militar del general Augusto Pinochet en Chile en 1980. La privatización fue encargada por José Piñera, hermano del futuro presidente y entonces Ministro del Trabajo, en el marco de las políticas impuestas por los “Chicago Boys”, quienes manejaron la economía chilena hasta el año 1990 cuando concluyó la dictadura pinochetista. De acuerdo con este informe, la privatización del sistema no ofrece los beneficios que se prometían a los afiliados. Entre las causas se mencionan las «excesivas comisiones» cobradas por las AFP, que se han mantenido desde los primeros años, así como la formación de oligopolios.
Al igual que en la Argentina, en numerosos países latinoamericanos se impusieron políticas económicas recomendadas por el Fondo Monetario Internacional, que impulsaron la privatización de los fondos de pensiones. Este modelo presentó varios problemas entre ellos los inconvenientes de ser vulnerables a la inestabilidad cíclica del capitalismo financiero y las variaciones de los mercados mundiales, en las que se pueden obtenerse grandes beneficios o cosechar importantes pérdidas que podrían poner en riesgo los ahorros de jubilados y pensionados que no cuentan con otro ingreso para subsistir. Se ha verificado además, que en los casos de Chile y de Nicaragua, que con la privatización de los fondos no se logró aumentar la cobertura de la seguridad social, premisa fundamental de la defensa de los sistemas privados sobre los estatales. En Bolivia, debido a la descapitalización de los fondos privados y sus múltiples atrasos en el pago de jubilaciones, desde el 10 de diciembre de 2010 se inició el retorno de la administración de los fondos de pensiones al Estado.

En Latinoamérica, la privatización de los sistemas públicos de pensiones arrancó en Chile con la creación de Administradoras de Fondos de Pensiones (AFP) en 1980, durante la dictadura de Augusto Pinochet, eliminando los sistemas de reparto estatales a través de aseguradoras estatales de pensión. De acuerdo a un estudio de noviembre de 2013 del Centro de Estudios Nacionales de Desarrollo (CENDA) y liderado por el economista Manuel Riesco, los trabajadores chilenos en 2012 cotizaron a las AFP más del doble (4,3 billones de pesos) que las pensiones finalmente pagadas (2,1 billones) y adicionalmente el Estado entrega 1,4 billones en subsidios a las AFP, equivalente a dos tercios de las jubilaciones. Es decir, aproximadamente de cada 3 pesos ingresados a las AFP privadas, por cotizaciones y subsidios, solo sale uno (37 %) para pagar jubilaciones y pensiones. la caída de rentabilidades accionarias mundial debido a la crisis de las hipotecas subprime de Estados Unidos provocó serios daños al sistema, para compensarlo el 16 de junio de 2014 la presidenta Michelle Bachelet firmó proyecto para la creación de una AFP estatal.
1. ↑  Aproximadamente unos 800 000 afiliados de 3 990 666 afiliados a las AFJP.

En 2010 sería detenido en Perú el economista Carlos Bolona, miembro de Cato Instituto, que compartió equipo con Cavallo en el Instituto Juan de Mariana e invitado por Cavallo como miembro de Fundación Mediterránea que dirigía Cavallo. Bolona quien diseñó la privatización del sistema de pensiones peruano basado en los modelos de Cavallo sería imputado por peculado durante su gestión en las administradoras de fondos de pensiones. En 2012, se dispuso el embargo de sus bienes. Posteriormente, el Poder Judicial lo condena en otra causa por peculado a una reparación civil por un monto de 3 millones de soles.
En Bolivia tras una década funcionando, debido a la descapitalización de los fondos privados y sus múltiples atrasos en el pago de jubilaciones, desde el 10 de diciembre de 2010 se inició el retorno de la administración pública.